# Emegen Corona
Emegen Corona est une corona, formation géologique en forme de couronne, située sur la planète Vénus par 37,5° N et 290,5° E. Elle est localisée dans le quadrangle de Beta Regio. Elle a été nommée en référence à Emegen, déesse Tuva (Sibérie), gardienne des enfants. 

## Géographie et géologie
Emegen Corona couvre une surface circulaire d'environ 180 km de diamètre. 